# Жовтець ілірійський
Жовтець ілірійський (Ranunculus illyricus L.) — багаторічна рослина з роду жовтець (Ranunculus) родини жовтцевих (Ranunculaceae).

## Морфологічна характеристика
Рослина 20–50 см заввишки. Прикореневі листки суцільні, стеблові — тричі розсічені на лінійно-ланцетні часточки. Квіти великі, 3–4 см у діаметрі, ясно-жовті, ніби лаковані. Чашолистки зовні волохаті, із середини теж жовтуваті й блискучі, відігнуті назовні та притиснуті верхівками до квітконіжки. Усередині квітки скупчені численні зеленкуваті маточки, оточені широким колом яскраво-жовтих тичинок. Біля основи пелюсток — медова ямочка. Плід збірний, складається із сім'янок. Квітки відкриваються лише в сонячну погоду. На ніч закриваються. Запилюються комахами.

## Екологічна приуроченість
Росте на схилах і трав'янистих місцях на території всієї України спорадично, на півдні значно рідше.